# Rocca d'Ajello
La Rocca d'Ajello  est une ancienne forteresse des ducs Da Varano qui domine la vallée entre les communes de Camerino et Castelraimondo, province de Macerata dans les Marches,.

## Historique
Le nom de Rocca d'Ajello dérive peut-être du latin « agellum » qui signifie « petit champ » : la forteresse se dresse en effet à environ 400 m d'altitude sur une colline qui domine le paysage environnant. 
La structure, située dans le duché de Camerino, est composée de deux tours à crénelage guelfe érigées par le duc Gentile I da Varano (it) vers 1260, et d'un corps central ajouté au XVe siècle par Giulio Cesare da Varano (it) pour utiliser la forteresse comme villa. 
Après la fin de la seigneurie de Varano, au milieu du XVIe siècle, le château passe aux États pontificaux puis à diverses familles dont les Massei d'abord, puis passe à l'orphelinat Camerino, puis il est acheté par l'avocat Bruschetti, qui, dans la première moitié du XIXe siècle, transforme totalement l'ancien château. Aujourd'hui, il appartient à la famille Vitalini Sacconi et est utilisé comme établissement d'hébergement. Des visites guidées du château et des jardins y sont organisées.

## Galerie

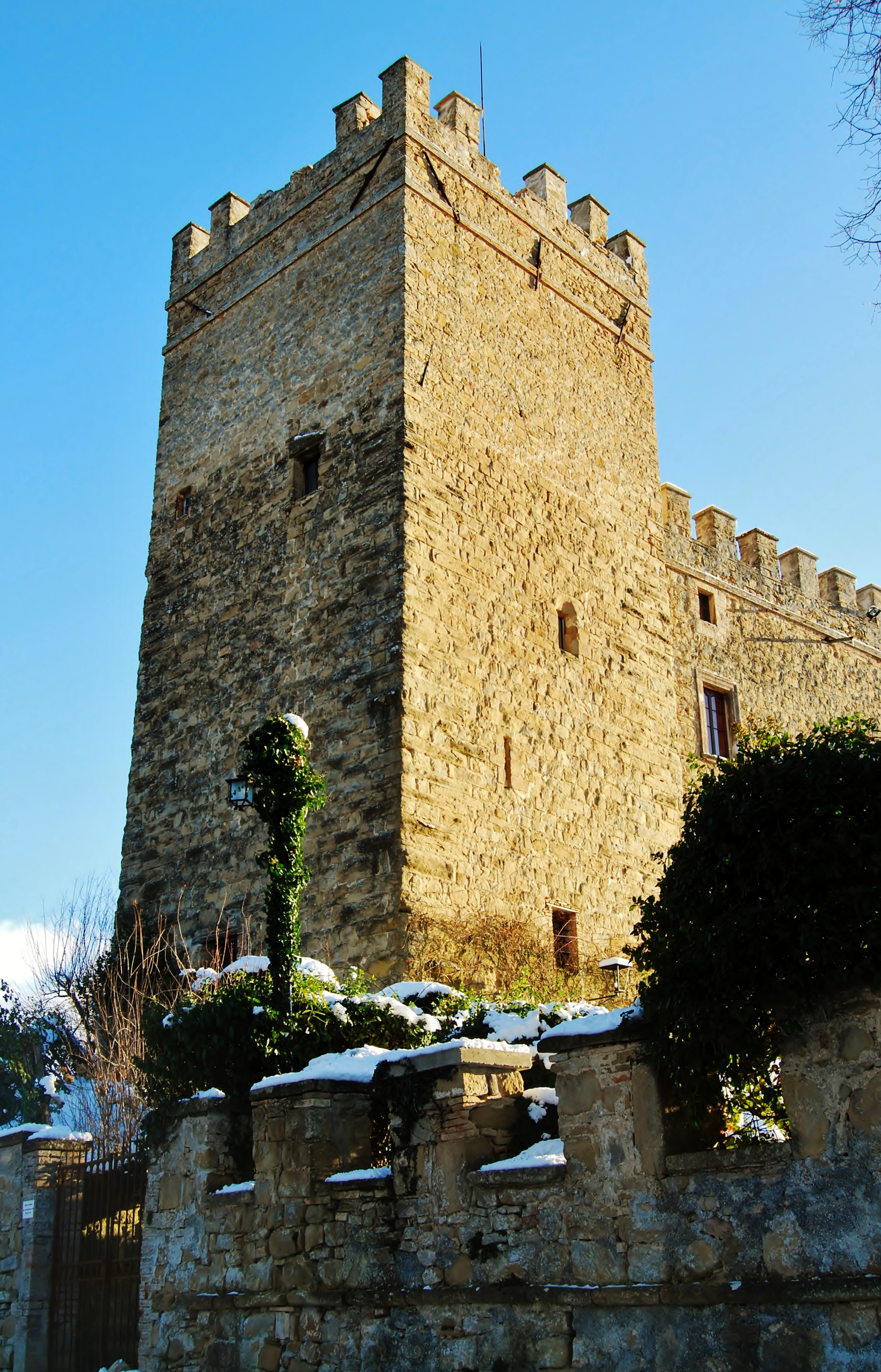
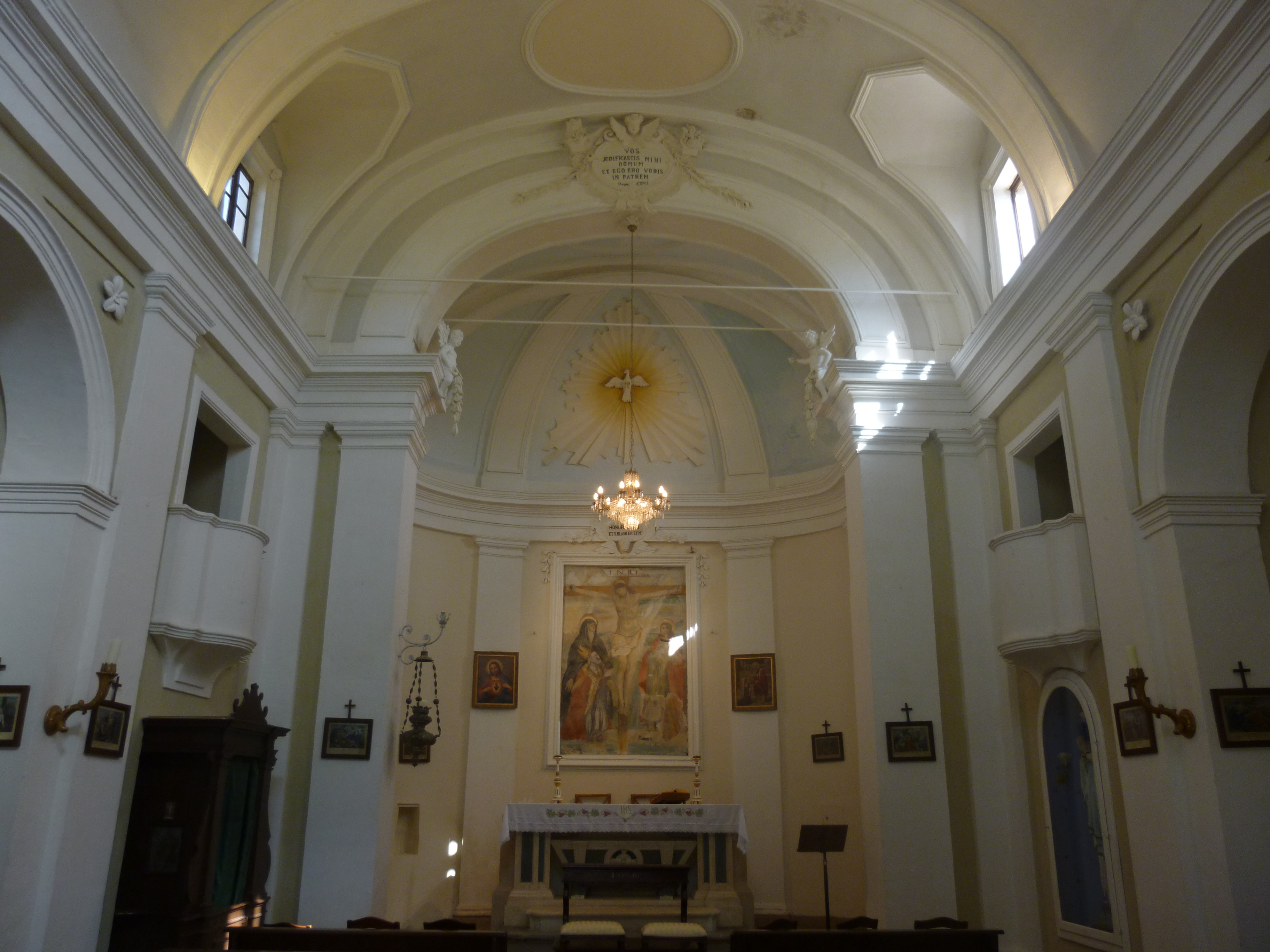

### Articles externes
- Site officiel
- (it) Rocca D'Ajello - Site Beni Culturali.it